# Telecom Argentina
Telecom Argentina S.A. è una delle maggiori compagnie telefoniche presenti in Argentina insieme alla società Telefónica.
Essa offre servizi di telefonia fissa, mobile e internet nella parte settentrionale del Paese che comprende anche la città di Buenos Aires.

## Storia

### Origini
In seguito alla privatizzazione del settore delle telecomunicazioni, il monopolio dei servizi telefonici, fino a quel momento interamente gestito da ENtel, fu suddiviso tra due società private: Telefónica, che si occupava della parte meridionale del Paese, e Telecom (controllata da France Télécom in collaborazione con STET), della parte settentrionale.

Telecom Argentina fu fondata il 23 aprile 1990 in seguito al decreto nº60 del 5 gennaio 1990 emanato dal governo argentino e denominato "Sociedad Licenciataria Nortel S.A.". Iniziò poi la sua attività l'8 novembre dello stesso anno, dopo aver ricevuto la licenza che le permise di ottenere il monopolio sulle telecomunicazioni nel nord del paese per un periodo di sette anni con una possibile proroga di ulteriori tre anni.
Nel 1997, però, il governo era intenzionato a non concedere la proroga di altri tre anni che era stata promessa a Telecom Argentina al momento della privatizzazione di ENtel. Secondo il governo argentino, infatti, né Telefonica né Telecom nei sette anni di attività erano state in grado di raggiungere gli obiettivi che il governo gli aveva imposto. Telecom, però, non ebbe alcuna intenzione di rinunciare alla proroga e minacciò di presentarsi davanti a un tribunale internazionale.
Nella primavera dell'anno successivo, però, venne annunciata la proroga del periodo di monopolio fino all'8 novembre 1999 delle due società telefoniche presenti in Argentina. Da quel momento fino alla fine del 2000 si creerà un gruppo di quattro società grazie al quale Telefonica, Telecom, Movicom e CTI ebbero la possibilità di offrire e garantire i loro servizi in tutto il Paese.

### Anni 2000
A causa della crisi, nel 2002 venne annunciato il default della società, ovvero la sospensione di tutti i pagamenti. Telecom dovette così sospendere i pagamenti su 3,2 miliardi di dollari di debito. In seguito a questo la società telefonica argentina non riuscì a rimborsare le obbligazioni acquistate negli anni precedenti da fondi, privati cittadini e istituzioni sia in Argentina che all'estero.
Nel 2003 France Telecom, che fino a quel momento controllava Telecom insieme a Telecom Italia, decise di vendere la sua partecipazione nella società al gruppo Werthein.
Nel 2007 Telefonica, insieme ad altre società, rilevò una quota di Pirelli in Olimpia creando la nuova società Telco che controllava una parte di Telecom Italia. Il controllo delle telecomunicazioni in Argentina si concentrò così nelle mani di poche aziende.
Nel 2009 l'Antitrust di Buenos Aires avviò un'indagine, in seguito alla quale fu imposto a Telecom Italia di vendere completamente, entro un anno, la sua partecipazione, pari al 50%, in Sofora, che controllava Telecom Argentina. La società italiana, però, fece subito ricorso a tale decisione.
Il ricorso fu accolto poco tempo dopo.
Inoltre nell'ottobre 2010 Telecom Italia aumentò la sua partecipazione in Sofora dal 50% al 58%. Da questo momento la società italiana doveva assicurarsi che non vi fosse alcuna influenza nelle decisioni da parte di Telefonica e doveva garantire che vi fosse una completa separazione tra le due concorrenti nelle attività di telecomunicazioni svolte in Argentina. Doveva, quindi, evitare che i rappresentanti di Telefonica partecipassero alle votazioni in Telco, in Telecom Italia e nelle sue controllate.
Inoltre telefonica non aveva la possibilità di scegliere amministratori e direttori delle controllate di Telecom Italia in Argentina. Il rispetto di queste regole veniva garantito dal Gruppo Werthein.
Nel 2012 Telecom Italia S.p.A. incrementò le sue partecipazioni al 68% tramite la sua controllata Telecom International N.V. In questo modo i diritti economici di Telecom Italia in Telecom Argentina aumentarono fino al 21,1%.

### La cessione da parte di Telecom Italia
L'8 marzo 2016 Telecom Italia vende il 51% di Sofora Telecomunicaciones, che controlla Telecom Argentina attraverso Nortel, al Gruppo Fintech uscendo dal mercato argentino.
Fintech Telecom LLC acquisisce il 100% di Sofora Telecomunicaciones controllante il 78,38% di Nortel Telecomunicaciones che a sua volta controlla il 54,74% di Telecom Argentina.

## Servizi
Telecom Argentina offre nel paese servizi di telefonia fissa, telefonia mobile con il brand Personal, e internet e trasmissione dati con Arnet.

### Telefonia fissa
Telecom Argentina gestisce quasi la metà dei servizi di telefonia fissa nel paese.
La rete di telefonia fissa offerta da Telecom Argentina provvede alla diffusione di servizi di telefonia locale; a lunga distanza, sia nazionale che internazionale in particolare negli Stati Uniti, e di telefonia pubblica.

Nel 2002, in seguito alla grave crisi che colpì l'Argentina e alla svalutazione della moneta locale, il Governo decise, tramite la Legge di Emergenza Economica, un congelamento delle tariffe di servizi offerti da imprese private.
Tale legge ebbe effetti anche sulle reti di telefonia fissa controllate da Telecom Argentina e probabilmente la società ne sta ancora, in parte, subendo le conseguenze.
Al 2012 le linee fisse di Telecom Argentina attive nel paese sono circa 4,1 milioni.

### Telefonia mobile
La compagnia di telefonia mobile legata al gruppo telecom Argentina è Personal ed è una delle tre maggiori compagnie di telefonia fissa presenti nel paese.
Ha iniziato la sua attività nel 1996 e a oggi conta più di 18 milioni di utenti
Personal ha concentrato fin da principio la sua attenzione su servizi innovativi dalla comunicazione vocale attraverso reti 3G e GSM fino alle più recenti possibilità di connessione a Internet e ai vari social network.
Gli utenti di Personal hanno inoltre la possibilità di iscriversi al servizio Club Personal attraverso il quale è possibile accumulare punti che verranno poi tramutati in premi. I clienti di questo servizio hanno anche l'oppotunità di ottenere sconti all'interno di diverse strutture pubbliche del paese.
Da sempre Personal è attento al cliente e mette a disposizione servizi che si possano adattare alle necessità comunicative del cliente come, ad esempio, il servizio "Packs Planes Servicios".
Telecom Argentina offre servizi di telefonia mobile anche in Paraguay attraverso la controllata Nucleo.

### Internet
Telecom Argentina offre servizi di connessione internet attraverso la controllata Arnet. La sua attività ebbe, però, inizio in ritardo rispetto ai concorrenti, in quanto prima era necessario superare alcuni vincoli sugli investimenti applicati al default di Telecom nel 2002. Ciononostante Arnet, in breve tempo, è stato in grado di competere con gli altri servizi internet offerti da altre compagnie telefoniche nel paese, grazie a una continua attenzione al cliente e alle innovazioni tecnologiche.
Arnet ha infatti sviluppato una serie di servizi che rispettino le necessità degli utenti; tra questi vi sono: Arnet movil, che permette la connessione attraverso cellulare; Arnet Turbo, grazie al quale in alcune fasce orarie si ha una maggiore velocità di connessione e Arnet Play che permette di vedere video in streaming.
Il servizio Arnet è diffuso soprattutto nella parte settentrionale del paese, nella città di Buenos Aires e nelle aree circostanti.

## Struttura Societaria
Telecom Argentina S.A. è una delle principali aziende del settore delle telecomunicazioni dell'Argentina. La struttura societaria del Gruppo è così composta::
- 31,53% Fintech Telecom LLC
- 18,75% Cablevisión Holding S.A. (CVH)
- 20,06% VLG S.A.U.
- 29,65% offerta pubblica
- 0,01% azioni di classe C